# Sarah Imovbioh
Sarah Imovbioh (Abuja, 24 maggio 1992) è una cestista nigeriana.

## Carriera
Con la Nigeria ha disputato i Campionati mondiali del 2018 e i Campionati africani del 2019.